# Засс, Александр Павлович
Алекса́ндр (Христо́фор-Алекса́ндр) Па́влович Засс (нем. Christoph Alexander Freiherr von Saß; 1782 — 12 августа 1843, Санкт-Петербург, Российская империя) — генерал-лейтенант, участник Наполеоновских войн, член генерал-аудиториата.

## Биография
Родился в 1782 году, происходил из дворян Лифляндской губернии.
10 сентября 1793 года был зачислен в лейб-гвардии Семёновский полк унтер-офицером, а через три года, 13 ноября 1796 года явился в строй, был произведён в прапорщики и ровно через месяц назначен флигель-адъютантом. В 1797 году произведён в подпоручики и 19 августа 1799 года в поручики. В августе 1798 года с назначением адъютантом к великому князю Александру Павловичу был лишён флигель-адъютантского звания, но 16 ноября 1799 года вновь был зачислен в свиту флигель-адъютантом. 20 октября 1800 года получил чин штабс-капитана.
Во время Австрийской кампании 1805 года против французов был командирован в армию графа Буксгевдена и участвовал в сражении при Аустерлице, за отличие награждён орденом св. Владимира 4-й степени.
14 июля 1806 года произведён в капитаны. В 1807 году Засс снова был в походе против французов и сражался с ними в Восточной Пруссии под Гутштадтом, Гейльсбергом, Фридландом и 12 декабря за отличие получил чин полковника, орден св. Анны 2-й степени и 20 мая 1808 года награждён золотой шпагой с падписью «За храбрость».
С 1809 по 1811 год находился в турецком походе. За мужество при переправе через Дунай и овладении Туртукаем Зассу были пожалованы бриллиантовые знаки к ордену св. Анны 2-й степени. В день штурма Рущука 22 июля 1810 года Засс командовал 27-м егерским полком и удостоился за это дело Монаршего благоволения.
В том же году Засс проследовал с отдельным отрядом в Сербию до укрепленного замка Гургусовцы, устроил там батарею из 12 орудий и принудил неприятеля сдаться на капитуляцию. За этот подвиг Засс 16 декабря 1810 года был награждён орденом св. Георгия 4-й степени (№ 992 по кавалерскому списку Судравского и № 2285 по списку Григоровича — Степанова)
В воздаяние ревностной службы и отличия, оказанного в деле при покорении крепости Гурусовицы, где, учредив батарею, действием которой были разрушены стены, своею деятельностию и искусством главнейше содействовал к покорению оной.
В кампании 1811 года Засс был в делах против турок под Видином и Лом-Паланкою и особенно отличился в бою 22 июля с войсками видинского паши Измаил-бея при переправе его через Дунай, за что получил орден св. Владимира 3-й степени.
Назначенный 3 декабря того же года шефом Белостокского пехотного полка, с оставлением в звании флигель-адъютанта, Засс вместе с тем вступил в командование 1-й бригадой 10-й пехотной дивизии, во главе которой, в составе Дунайской армии адмирала Чичагова, перешёл на театр Отечественной войны и принял участие в последних событиях этой кампании.
Перейдя границу с корпусом Остен-Сакена, Засс получил в командование 10-ю пехотную дивизию, с которой и принял участие в делах при Кайзерсвальде, Кацбахе, Лейпциге и при переправе через Рейн у Мангейма. За отличие при Кацбахе он 15 сентября 1813 года был произведён в генерал-майоры. Награждённый орденом св. Анны 1-й степени и прусским орденом Красного орла 2-й степени, Засс сражался затем под Бриенном, Ла-Ротьером (за это сражение Засс вторично был награждён орденом св. Георгия 4-й степени), Монмиралем, Шато-Тьерри, Краоном, Лаоном и Парижем, командуя в этих делах, за смертью генерала Неверовского, его знаменитой 27-й пехотной дивизией.
По окончании Наполеоновских войн Засс получил в командование 3-ю бригаду 10-й пехотной дивизии; назначение это объясняется тем, что по окончании войны последовало новое распределение генералов по должностям, вызванное необходимостью восстановить порядок старшинства их, нарушенный обстоятельствами военного времени. Во главе своей бригады Засс в 1815 году снова был двинут во Францию в составе корпуса Ланжерона и в Стодневной кампании участвовал в блокаде крепостей Фальцбурга и Меца.
8 июня 1821 года назначен командиром 2-й бригады 8-й пехотной дивизии а 26 сентября 1823 года назначен начальником 8-й пехотной дивизии.
Русско-турецкая война 1828—1829 годов снова вызвала Засса на боевое поприще: в течение всей этой кампании он неотлучно находился при армии, оказал новые отличия и получил новые награды: за дело под Шумлой ему был пожалован орден св. Владимира 2-й степени, императорская корона к ордену св. Анны 1-й степени «За отличное мужество и благоразумные распоряжения при крепости Силистрии» и чин генерал-лейтенанта (22 мая 1828 года) за другие дела.
4 октября 1829 года Засс получил в командование 7-ю пехотную дивизию и во главе её участвовал в усмирении польского мятежа 1831 года. В этой кампании он нанёс поражение полякам у Ополья и Юзефува был награждён золотой шпагой с надписью «За храбрость» (30 мая 1832 года) и алмазными украшениями. Также за эту кампанию он был награждён польским знаком отличия за военное достоинство (Virtuti Militari) 2-й степени.
28 ноября 1833 года (по другим данным — 2 апреля 1833 года) он был назначен начальником 6-й пехотной дивизии и командовал ею до 30 августа 1839 года, когда вошёл в число членов генерал-аудиториата. В этом звании он состоял до конца своей жизни. Среди прочих наград Засс имел орден Белого орла, пожалованный ему в 1836 году.
Скончался в Санкт-Петербурге 18 августа 1843 года, из списков исключён 4 сентября.